# 윤휘
윤휘(尹暉, 1571년 - 1644년)는 조선시대 후기의 문신이다. 1636년 병자호란이 발생하자 조선 인조를 남한산성까지 호종, 조선 인조를 도와 적진인 청나라 진영을 왕래, 교섭하며 설득과 화의를 추진하였고, 환도 뒤 도승지가 되어 청나라와의 외교를 전담하였다.
과거 급제 후 삼사의 요직을 거쳐 1613년(광해군 5) 계축화옥에 관련, 삭직되었다가 다시 기용되어, 1618년 동지겸진주사(冬至兼陳奏使)로 명나라에 다녀왔다. 광해군이 명나라에 구원군을 보낼 때는 광해군의 중립외교론을 지지했다가 인조반정 직후 파면되었다. 1626년 복관되고, 성주목사, 청주목사 등을 지냈다. 그뒤 1636년 병자호란 당시 어가를 남한산성까지 호종하였고, 주화론에 참여하여 조선측 대표로 청나라군과의 사이를 오가며 타협을 주관, 강화 조약을 체결하였다. 환도 뒤 도승지가 되어 청나라와의 외교를 전담하였다.
뒤에 형조판서를 거쳐 의정부우찬성 등을 지냈다. 사후 아들 윤면지의 공로로 의정부영의정이 추증되었다. 윤두수의 셋째 아들이다. 윤흔의 동생이며 윤훤의 형이다. 당색으로는 서인이었으나 광해군의 조정에 참여했다. 본관은 해평(海平)으로 자는 정춘(靜春), 호는 장주(長洲) 또는 천상(川上), 시호는 장익(章翼)이다. 성혼(成渾)의 문인이다.

## 생애

### 생애 초반

#### 초기 활동
윤휘는 1577년(선조 11년) 의정부영의정 윤두수(尹斗壽)와 참봉 황대용(黃大用)의 딸 황씨의 아들로 태어났다. 사용으로 증 좌찬성에 추증된 윤희림(尹希琳)의 증손으로, 할아버지는 군자감정 증 의정부영의정 윤변(尹忭)이다. 윤근수는 그의 숙부였고, 윤방, 윤흔은 그의 형이며, 윤훤은 그의 동생이었다. 일찍이 우계 성혼(成渾)의 문하에서 수학하였다.
1589년(선조 22) 사마시에 합격하여 진사가 되고, 1594년(선조 27) 별시문과에 을과로 급제하여 사관(史官)이 되었다. 이후 1595년 춘추관기사관, 1596년 병조좌랑을 거쳐 이듬해 다시 병조좌랑이 되었다.

#### 임진왜란 전후
1597년 병조정랑으로 승진되고 이어 다시 병조정랑이 되었다가 세자시강원사서(司書), 사헌부장령(掌令), 세자시강원필선을 거쳐 다시 사헌부장령, 시강원 필선을 역임하는 등 삼사의 요직을 거쳐 1600년 장악원정(掌樂院正), 사간원사간이 되었다. 그해 사헌부장령 조응문(趙應文)을 탄핵하고 북방 경비를 탄탄히 할 것을 건의하였다.
그해 동부승지를 거쳐 정유재란 종전 후에도 조선에 주둔하던 명나라군대의 철군 문제를 교섭, 타결시켰다. 이어 의인왕후의 장지 문제 선정에 참여하고 명나라의 전몰 장병 위문을 주관하였으며, 우부승지가 되었다. 이후 아버지 윤두수가 이홍로의 탄핵으로 홍원군으로 유배되자, 이홍로의 친지들과 친하게 지냈던 그는 이후 이홍로와 관련된 사람들과 절교하였다.
1603년 좌부승지, 참찬관을 지냈다. 한편 선조의 특명으로 돈피 사모 이엄(獤皮紗帽耳掩) 1부(部)을 하사받기도 했다. 1604년 승지, 호조참의를 거쳐 1605년 해주목사(海州牧使), 그뒤 전라도 관찰사·경상도 관찰사로 나가 치적을 올렸다. 당색으로는 서인이었으나 광해군의 조정에 참여하였다.

### 관료 생활과 외교 활동

#### 광해군 조정에 참여
1609년(광해군 1년) 좌승지가 되고, 장례원판결사를 거쳐 1610년 전라도관찰사로 나갔다. 그해 호패(號牌) 사용으로 민심이 혼란함을 들어 호패제에 대한 무마책과 대책을 건의하였다. 그해 겨울 병을 이유로 여러번 사직상소를 올려 체직되었다. 12월 행 부호군(行副護軍)을 거쳐 1611년 호조참의가 되었다. 1611년 다시 전라도관찰사로 나갔고, 영녕전 이안청 영건청(永寧殿移安廳營建廳) 건립에 참여한 공로로 아마 1필을 하사받았다. 1612년 경상도관찰사로 재직 중 가선대부로 승진하였다.
1613년(광해군 5년) 경상도관찰사로 재직 중 지역 유림들의 조목의 월천서원 배향 건의를 받아들여 시행하였다. 1613년(광해군 5) 계축옥사에 형 윤흔의 첩 서씨의 남동생 서양갑과 관련, 연좌되어 벼슬에서 쫓겨났고, 서양갑에게 군관 직위와 월급을 준 일이 문제되어 양사의 공격을 당하다가 뒤에 다시 기용되었고, 인목대비 폐모론 때는 불참하였다.

#### 외교 활동
한편 광해군이 명나라와 후금 사이에서 중립적인 외교를 펼칠 때, 강홍립, 임연(任兗) 등과 함께 광해군의 중립 외교를 적극 지지하였다.
1618년(광해군 11년) 5월 명나라에 파견되는 동지 겸 진주사(冬至兼陳奏使)로 임명되었으나 사양하여 체차되었으나 다시 성절사로 임명되어 명나라를 다녀왔다. 이 기간 중 누르하치와 여진족의 움직임을 수시로 장계를 올려 조선 조정에 보고하였고, 염초(焰硝)를 구해서 조선조정으로 보냈다. 그 뒤 공조참판·예조참판을 역임했다.
1618년 궁궐 영건 도감 제조가 되고, 1621년 승문원제조의 한사람에 임명되었으며 그해 공조 참판, 1622년 의금부당상, 비변사의 유사당상, 예조참판이 되었다. 1623년 초, 차언심(車彦諶) 등과 함께 역적으로 몰려 죽은 허균의 노비들을 차지하여 자신의 노비로 부리다가 박홍도 등의 공격을 받고 스스로 사직을 청하였으나 광해군이 이를 듣지 않았다.

#### 인조반정 전후
1623년(인조 1) 3월 인조반정 때 환관과 결탁하여 인사권을 주무르고, 요동을 정벌하려 할 때 후금과의 화의를 주장했다는 이유로 서인 간관들의 탄핵을 받아 예조참판에서 파면되고 장흥(長興)으로 유배되었다. 그해 4월 임피(臨陂)로 이배된 뒤 다시 아산 등지로 유배지가 이배되었다.
반정 초반 같은 서인 당원임에도 버림받았으나 반정 공신인 훈신들의 특별 사면 건의로 1625년 사면되었다. 그러나 계속 서인 간관들은 그를 처벌하거나 문외출송시킬 것을 상소하였다. 사면된 후 1626년 용양위부호군이 되고, 그해 사은사로 명나라에 다녀왔다. 그러나 그가 광해군 조정에 참여한 일로 탄핵 상소와 비난이 계속되었다.
1627년 정묘호란 때 다시 기용되어 한성부 좌윤을 거쳐 [1[628년]] 행 부호군이 되고 찬획사에 임명되었다가 병으로 취소되었다. 1628년 8월에는 그해의 별시과거의 시험관의 한사람으로 참관하였다. 1629년 성주목사로 나갔다가 다시 청주목사로 부임하였다. 그뒤 호조참판, 형조참판을 역임하였다. 1632년 행 호군, 1633년 부총관 등을 거쳐 다시 형조참판이 되었다.

### 생애 후반

#### 외교 활동
1636년 병자호란 때에는 인조를 남한산성에 호종하고, 주전론과 주화론이 나뉠 때는 주화론에 동조하였다.
이후 조선 조정의 특명전권대사로 청나라군과 남한산성을 오가면서 화의 교섭을 노력, 청나라군사들을 설득시키고 강화조약을 체결하였다. 환도 후 도승지에 임명되어 청나라와의 외교를 전담하였고, 사신으로 청나라와 명나라를 여러 번 다녀왔다. 이 과정에서 청나라의 조선의 정벌 여론을 무마시키기도 했다. 1638년 한성부 판윤, 형조판서를 거쳐 인조의 계비 장렬왕후의 책봉주청사(奏請使)가 되어 청나라에 가서 책봉 고명을 받아왔다. 그러나 귀국 도중 담배(南草)를 가마속에 숨겨갖고 왔다가 사헌부의 탄핵을 받고 사신직에서 파직당했다.
1639년(인조 17년) 3월 청나라에 끌려갔던 소현세자가 환국할 때 가마를 타고 천천히 가서 맞이하는데 참여했다는 이유로 사헌부의 탄핵을 받았다. 인조는 이를 무마시켰으나 계속 간관들의 탄핵을 받고 원배되었다가, 유배지로 가던길에 석방되어 되돌아왔다.

#### 최후
1639년 의정부우찬성(右贊成)이 되었다. 1640년 원접사가 되어 청나라의 사신들을 맞이하였고, 1641년 공조판서가 되었다. 그해 공조판서로 운향사(運餉使)가 되어 청나라에 다녀왔으며, 형조판서에 이르렀다. 1642년 지의금부사, 글씨를 잘 썼으며, 저서로 《장주집》이 있다. 1644년에 병으로 사망했다.

### 사후
죽은 뒤 아들 윤면지(尹勉之)의 공훈으로 증 대광보국숭록대부 의정부영의정에 추증되었다. 시호는 장익(章翼)이다.

## 저서
- 《장주집》

## 가족
- 증조부 : 윤희림(尹希琳)
  - 조부 : 윤변(尹忭)
  - 조모 : 이씨
    - 이복 백부 : 윤담수(尹聃壽)
    - 이복 백부 : 윤춘수(尹春壽)
    - 이복 백부 : 윤기수(尹期壽)

  - 조모 : 현씨, 아버지 윤두수, 숙부 윤근수의 생모
    - 숙부 : 윤근수(尹根壽)
    - 숙모 : 조씨, 조안국(趙安國)의 딸
      - 사촌 : 윤환(尹晥, 1556년 - ?)
      - 사촌 : 윤질(尹晊)
      - 사촌 : 윤명(尹㫥)
      - 사촌 : 윤유(尹曘)
      - 사촌 : 윤환(尹㬇)
      - 사촌 : 윤민(尹旼)

    - 아버지 : 윤두수(尹斗壽)
    - 어머니 : 황씨
      - 형님 : 윤방(尹昉)
        - 조카 : 윤신지(尹新之)
        - 조카 : 윤이지(尹履之)

      - 형님 : 윤흔(尹昕, ?-?)
        - 조카 : 윤취지(尹就之)

      - 동생 : 윤훤(尹暄, 1573~1627)
      - 이복동생 : 윤오(尹旿)
      - 이복동생 : 윤간(尹旰)
      - 부인 : 전주이씨
        - 아들 : 윤면지(尹勉之)
          - 손자 : 윤계(尹堦)

- 외할아버지 : 황대용(黃大用)
- 장인 : 이기명(李耆命)

## 참고 문헌
- 구미문화원, 《구미인물지》 (구미문화원, 2001)
- 충북대학교 중원문화연구소·청주시, 《청주읍지》 (충북대학교 중원문화연구소, 2003)